# Граф Абергавенни
Граф Абергавенни (англ. Earl of Abergavenny) — британский пэрский титул, существующий с 1744 года, который носят представители рода Невиллов. В настоящее время это один из титулов, принадлежащий, наряду с титулами графа Льюиса, и виконта Невилла, маркизам Абергавенни. В качестве титула учтивости наследник графа Абергавенни использовал титул «виконт Невилл». До 1938 года в титулатуру также входил титул барона Абергавенни.

## История титула
Титул был создан в Пэрстве Великобритании 21 сентября 1744 года для Джорджа Невилла, 15-го барона Абергавенни. Одновременно был создан титул «виконт Невилл» (из Бирлинга, Кент), который использовал наследник графа Абергавенни в качестве титула учтивости. Центром владений графов Абергавенни был замок Абергавенни (Монмутшир, Уэльс).
Уильям Невилл, 5-й граф Абергавенни и 5-й виконт Невилл 14 января 1876 года получил титулы 1-го маркиза Абергавенни и 1-го графа Льюиса. После этого титулы графа Абергавенни, барона Абергавенни и виконта Невилла входят в титулатуру маркизов Невиллов.
В настоящий момент титул маркиза и графа Абергавенни носит Кристофер Джордж Чарльз Невилл, 6-й маркиз и 10-й граф Абергавенни. Поскольку у него нет сыновей, то наследником титулов графа Абергавенни и виконта Невилла (но не герцога Абергавенни и графа Льюиса) является Дэвид Майкл Ральф Невилл (род. 20 июня 1941), потомок Ральфа Пелэма Невилла, потомок Уильяма Невилла, 4-го графа Абергавенни.

## Графы Абергавенни и виконты Невилл
- 1784—1785: Джордж Невилл (24 июня 1727 — 9 сентября 1785), 15/17-й барон Абергавенни с 1744, 1-й граф Абергавенни и 1-й виконт Невилл с 1784[1]
- 1785—1843: Генри Невилл (22 февраля 1755 — 27 марта 1843), 2-й граф Абергавенни, 2-й виконт Невилл и 16/18-й барон Абергавенни с 1785, сын предыдущего[3]
  - Генри Джордж Невилл (22 мая 1785 — 8 апреля 1806), виконт Невилл с 1785, сын предыдущего[4]
  - Ральф Невилл (21 декабря 1786 — 20 мая 1826), виконт Невилл с 1806, капитан Королевской эскадры с 1811, брат предыдущего[5]
- 1843—1845: Джон Невилл (25 декабря 1789 — 12 апреля 1845), 3-й граф Абергавенни, 3-й виконт Невилл и 17/19-й барон Абергавенни с 1843, брат предыдущего[6]
- 1845—1868: Уильям Невилл (28 июня 1792 — 17 августа 1868), 4-й граф Абергавенни, 4-й виконт Невилл и 18/20-й барон Абергавенни с 1845, брат предыдущего[7]
- 1868—1915: Уильям Невилл (16 сентября 1826 — 12 декабря 1915), 5-й граф Абергавенни, 5-й виконт Невилл и 19/21-й барон Абергавенни с 1868, 1-й маркиз Абергавенни и 1-й граф Льюис с 1876, лорд-лейтенант Суссекса в 1892—1905, мировой судья в Кенте и Монмуте, сын предыдущего[2]
- 1915—1927: Реджинальд Уильям Брэнсби Невилл (4 марта 1853 — 13 октября 1927), граф Льюис в 1876—1915, 2-й маркиз Абергавенни, 2-й граф Льюис, 6-й граф Абергавенни, 6-й виконт Невилл и 20/22-й барон Абергавенни с 1915, лейтенант, сын предыдущего[8]
- 1927—1938: Генри Гилберт Ральф Невилл (2 сентября 1854 — 10 января 1938), 3-й маркиз Абергавенни, 3-й граф Льюис, 7-й граф Абергавенни, 7-й виконт Невилл и 21/23-й барон Абергавенни с 1927, лейтенант-полковник, брат предыдущего[9]
- 1938—1954: Гай Темпл Монтегю Ларнак-Невилл (15 июля 1883 — 30 марта 1954), 4-й маркиз Абергавенни, 4-й граф Льюис, 8-й граф Абергавенни, 8-й виконт Невилл, племянник предыдущего[10]
- 1954—2000: Джон Генри Гай Невилл (8 ноября 1914 — 23 февраля 2000), 5-й маркиз Абергавенни, 5-й граф Льюис, 9-й граф Абергавенни, 9-й виконт Невилл с 1954, директор холдинга «Массей-Фергюссон» в 1955—1985, директор Ллойдс банк с 1962—1985, рыцарь ордена Подвязки с 1974, канцлер ордена Подвязки в 1977—1994, рыцарь ордена госпитальеров с 1974, сын предыдущего[11]
  - Генри Джон Монтегю Невилл (2 февраля 1948 — 2 апреля 1965), граф Льюис с 1954, сын предыдущего[12]
- с 2000: Кристофер Джордж Чарльз Невилл (род. 23 апреля 1955), 6-й маркиз Абергавенни, 6-й граф Льюис, 10-й граф Абергавенни, 10-й виконт Невилл с 2000, заместитель председателя совета Восточного Суссекса по военным делам с 2011, племянник 5-го маркиза[13]

Наследники титула
1. Дэвид Майкл Ральф Невилл (род. 20 июня 1941), внук Ральфа Пелэма Невилла (28 ноября 1832 — 17 августа 1914), младшего сына 4-го графа
2. Гай Майкл Россмор Невилл (род. 12 ноября 1973), сын предыдущего
3. Джордж Дэвид Роланд Невилл (род. 20 марта 2010), сын предыдущего
4. Фредерик Гай Джеймс Невилл (род. 7 февраля 2012), брат предыдущего
5. Майкл Джордж Рэтмор Невилл (род. 14 июля 1943), сын Дэвида Майкла Ральфа Невилла
6. Джон Роберт Ральф Невилл (род. 15 февраля 1928), лейтенант легкой кавалерии герцога Корнуольского, праправнук Джорджа Генриа Невилла из Фауэр Пэласа, младшего сына 1-го графа
7. Доминик Джон Фредерик Невилл (род. 27 июня 1957), сын предыдущего
8. Ральф Стивен Джон Невилл (род. 8 июня 1959), брат предыдущего
9. Кристофер Генри Чарльз Невилл (род. 25 октября 1962), брат предыдущего
10. Грегори Пол Джон Невилл (род. 11 ноября 1997), сын предыдущего
11. Энтони Руперт Гай Невилл (род. 8 октября 1966), 4-й сын Джона Роберта Ральфа Невилла